# Comtat de Gap
El comtat de Gap fou una jurisdicció feudal de Provença; el territori, format per diverses senyories eclesiàstiques i laiques, es va anar constituint en jurisdicció amb títol comtal a partir del segle xi. Vegeu comtat d'Embrun.

## Llista de comtes
- Guillem (III) Venaissí mort després del 1042
- Emma de Provença
- Bertran I, comte de Provença a part d'Avinyó, Forcalquier, Dia, Aurenja, Gap i Embrun, vers 1050
- Hildegarda Eva comtessa de Provença a part d'Avinyó, Forcalquier, Dia, Aurenja, Gap i Embrun, morta després de 1060
- Folc Bertran I, marit comte i marquès consort de Provença a Forcalquier, Dia, Aurenja, Gap i Embrun, i per dret propi a Sisteron Apt i Champsaur, mort vers 1050
- Guillem (IV), mort vers 1070 (junt amb el següent)
- Guillem Bertran, mort vers 1065 (junt amb l'anterior)
- Adelaida I, comtessa de Forcalquier, Gap, Embrun, Sisteron, Apt i Champsaur, morta 1138
- Ermengol IV d'Urgell, comte consort, mort 1092
- Guillem V de Forcalquier, Gap, Embrun, Sisteron, Apt i Champsaur 1092-1129
- Guigó o Guiu, comte indivís de Forcalquier i senyor de Manòsca 1129-1149
- Bertran II comte indivís de Forcalquier (1129-1149), després comte de Forcalquier, Gap, Embrun, Sisteron, Apt i Champsaur 1149-1150
- Bertran III fou comte indivís de Forcalquier, Gap, Embrun, Sisteron, Apt i Champsaur, 1150-1207
- Guillem VI comte indivís de Forcalquier, Gap, Embrun, Sisteron, Apt i Champsaur 1150-1209
- Adelaida, comtessa indivisa de Forcalquier, Gap, Embrun, Sisteron, Apt i Champsaur 1150-1209 (i nominal 1209-1212)
- Guerau II Amic, senyor de Sabran, de la Tor i de Vedéne, comte consort ?-1209 (i nominal 1209-1212, mort 1213)
- Guillem VII de Forcalquier, titular nominal 1212-1215
- Guillem VIII de Forcalquier, titular nominal 1215-1245
- Garsenda I (neta de Guillem VI, i filla de Garsenda) de Forcalquier, Sisteron, Apt i Champsaur, 1209-vers 1218
- Alfons II de Provença, comte de Provença vescomte de Millau, Gavaldà i Rodès (119/1196-1209), comte consort de Forcalquier, Sisteron, Apt i Champsaur, 1209 (+1209)
- Ramon Berenguer V, comte de Provença, vescomte de Millau, Gavaldà i Rodès (1209-1245) comte de Forcalquier, Gap, Embrun, Sisteron, Apt i Champsaur 1218-1245
- Beatriu (germana de Garsenda I), dotada amb Gap i Embrun i senyora de Cailar 1202-?
- Andreu Delfí I comte d'Albon i Delfí de Vienne, conegut també com a Andreu de Borgonya i Andreu Guiu VI de Viennoisi, consort de Gap i Embrun ?-1215, titular 1215-1237
- Guiu VII delfí del Viennois, 1237-1269
- Unit al Delfinat Viennois.